# آلفرد هیرو
آلفرد هیرو (استونیایی: Alfred Hirv; ۲۶ مارس ۱۸۸۰ – ۲۶ مهٔ ۱۹۱۸) یک نقاش اهل استونی بود.
وی که بیشتر برای خلق آثار طبیعت بی‌جان شناخته می‌شود مدتی در سن پترزبورگ تحت نظر جولیوس فن کلور نقاشی را آموخت سپس برای مطالعه بیشتر به رم و مونیخ سفر کرد و شاگرد آنتون آشبه شد. نقاشی‌های هیرو در موزه هنر استونی نگه‌داری می‌شود.

## نگارخانه
- Still life (1910's)
- Still life with crayfish (1910's)
- Nude with a rose (1900's)
- Card-players (Salary) (1910)